# Jedlnia-Letnisko
Jedlnia-Letnisko ist eine Stadt sowie Sitz der Stadt-und-Land-Gemeinde Gmina Jedlnia-Letnisko im Powiat Radomski der Woiwodschaft Masowien, Polen. Jedlnia-Letnisko wurde zum 1. Januar 2022 zur Stadt erhoben.

## Gemeinde
Zur Stadt-und-Land-Gemeinde (gmina miejsko-wiejska) Jedlnia-Letnisko gehören folgende 21 Ortschaften mit einem Schulzenamt:
Aleksandrów
Antoniówka
Cudnów
Dawidów
Groszowice
Gzowice
Gzowice-Folwark
Gzowice-Kolonia
Gzowskie Budy
Jedlnia-Letnisko
Lasowice
Maryno
Myśliszewice
Natolin
Piotrowice
Rajec Poduchowny
Rajec Szlachecki
Sadków
Sadków-Górki
Siczki
Słupica
Wrzosów